# FM Tochigi
Az F.M.Tochigi Broadcasting Co., Ltd. (株式会社エフエム栃木; hívójel: JOSV-FM) vagy becenevén Radio Berry ucunomijai székhelyű rádióadó, a Japan FM Network (JFN) hálózat tagja. Az adó tulajdonosai között szerepel Tocsigi prefektúra önkormányzata, az Ashikaga Bank, a Tochigi Bank, a Kanseki és a Shimotsuke Shimbun.

## Története
- 1990. szeptember — Tocsigi prefektúrában kiosztják a 76,4MHz-ez rádiófrekvenciát
- 1993. április 1. — megalapítják az F.M.Tochigi Broadcasting Co., Ltd. nevű céget
- 1993. november — az F.M.Tochigi Broadcasting Co., Ltd. felveszi a Radio Berry becenevet
- 1994. március 23. — az FM Tochigi megkezdi a teszt-műsorszórást
- 1994. április 1. — az FM Tochigi negyvennegyedik japán FM rádióadóként megkezdi a műsorszórást
- 1995. április 1. — az FM Tochigi JOSV-FCM hívókód alatt megkezdi a rádióteletext szolgáltatását
- 2007. november 12. — a cég székhelyét átköltöztetik
- 2008. március 17. — 13:27-kor a műsorszórás váratlanul félbeszakad az aszahigakai átjátszó állomáson (78.3MHz) történt meghibásodás miatt
- 2008. április 1. — a cég irodát nyit az naszusiobarai vasútállomás épületében
- 2008. október 1. — beüzemelik a korai földrengésriasztási rendszert
- 2011. április 12. — tesztüzemben elindul az adó radiko-műsorszórása, vételi területe továbbra is Tocsigi prefektúrára korlátozódik
- 2014. március 1. — leállítják az adó rádióteletext szolgáltatását

## Részvényesek
Forrás:

### 2015. március 31-től
| Tőke           | Jegyzett tőke     | 1 részvény | Részvények | Részvényesek |
| -------------- | ----------------- | ---------- | ---------- | ------------ |
| 800 millió jen | 3,04 milliárd jen | 50 000 jen | 16 000     | 69           |

| Részvényes                | Részvény | Arány |
| ------------------------- | -------- | ----- |
| Shimotsuke Shimbun        | 1 280    | 8%    |
| Jomiuri Sinbun            | 0900     | 5,62% |
| Tocsigi prefektúra        | 0800     | 5%    |
| The Ashikaga Bank         | 0750     | 4,68% |
| The Tochigi Bank          | 0750     | 4,68% |
| Tochigi Television        | 0640     | 4%    |
| Kanseki                   | 0544     | 3,40% |
| Fujii Sangyo Corporation  | 0500     | 3,12% |
| Chunichi Shimbun          | 0480     | 3%    |
| The Asahi Shimbun Company | 0480     | 3%    |
| Nikkei Inc.               | 0480     | 3%    |
| Takizawa Ham              | 0480     | 3%    |

## Rendezvények
A rádióadó fennállásának tizedik évfordulója óta rendszeresen rendez Berryten Live (ベリテンライブ) név alatt könnyűzenei fesztiválokat.
| Dátum                | Fellépők |
| 2003. szeptember 13. | Kumachi／Sukima Switch／Suneohair／Macaroni Complex／Wonders |
| 2003. szeptember 14. | Captain Straydum／The Jerry Lee Phantom／The Neatbeats／The Privates                                                                                                  |
| 2003. szeptember 15. | Asian Kung-Fu Generation／Crunch／Japaharinet／The Stand Up／The Pan Grapevine／Going Under Ground／The High-Lows／The Pees／The Boom／Hermann H. & The Pacemakers    |
| 2004. szeptember 13. | The Ucunomija Rock Stars／Apes／Kurokunure／Jun／Chalkpen／Tokoi Cujosi／Free Way／Mastering Cafe／Shuriken (különleges vendég)                                       |
| 2004. szeptember 14. | Crunch／Konkon Jump／The Stand Up／MSRW Commissioner |
| 2004. szeptember 15. | Captain Straydum／Scarlet／Thmlues／Tsubakiya Quartette／Wonders |
| 2004. szeptember 16. | The Jerry Lee Phantom／The Neatbeats + Kuhara Kazujuki／Flower Companyz／Macaroni Complex／The Local Art                                                              |
| 2004. szeptember 17. | Kumachi／Zanzó Cafe／Tokyo60Watts／The Neutral／Magnum Bowl8 |
| 2004. szeptember 18. | Iszajama Misó／Óbajasi Maszaki／Kumaki Anri／Takenaka Eri／Jamagucsi Akira                                                                                            |
| 2004. szeptember 19. | Kavagucsi Kógo／Going Under Ground／Szaitó Kazujosi／Do As Infinity／nobodyknows+／Hamazaki Takasi & MCU／Pe’z／Bonnie Pink／Malco／Pulltop Juice (előzenekar)        |
| 2005. szeptember 10. | The Ucunomija Rock Stars／Kurokunure／JZ／Sibano Mariko／Dirty Old Men／Chalkpen／Bigamist／Farmers                                                                   |
| 2005. szeptember 11. | Jerry Lee Phantom／Shinjuku Folk／Scoobie Do／Megane Vision／Radio Caroline                                                                                           |
| 2005. szeptember 12. | The inazuma szentai／Shuriken／The Stand Up／Bean Bag／Macaroni Complex                                                                                               |
| 2005. szeptember 13. | Anatakikou／tobaccojuice／Fúmidó／bonobos／Magnum Bowl8 |
| 2005. szeptember 14. | Onszoku Line／Cubaki／Meringue／Lunkhead／Wonders |
| 2005. szeptember 15. | Kumaki Anri／Szató Hiroko／Natural High／navy & ivory／Baba Tosihide                                                                                                  |
| 2005. szeptember 16. | Apes／cune／Kumachi／Thmlues／The Babystars |
| 2005. szeptember 17. | Óhata Júicsi／Gentóki／Strange Nude Cult／Takenaka Eri／Bienconello                                                                                                   |
| 2005. szeptember 18. | Captain Straydum／Going Under Ground／Szaitó Kazujosi／Suneohair／Szekaiicsi／Depapepe／The High-Lows／Puffy／Matsurilica (Hamazaki Takasi＋MCU)                      |
| 2006. szeptember 8.  | Apes／Ellie’s Scramble Stone／otonamode／Sibano Mariko／the strange drama／Dirty Old Men                                                                              |
| 2006. szeptember 9.  | Szekaiicsi／Szokabe Keiicsi Band／The Neatbeats／Flower Companyz／Macaroni Complex                                                                                    |
| 2006. szeptember 10. | Jetki／Shuriken／The Stand Up／The Boogie Jack／Yum!Yum!Orange |
| 2006. szeptember 11. | Anatakikou／Analog Fish／Stan／Sparta Locals／Megane Vision |
| 2006. szeptember 12. | Imai Jú／Zanzó Cafe／Hanaboy／rock-senti／Vakaba |
| 2006. szeptember 13. | Under the Counter／Cubaki／Teruru…／No Regret Life／plane |
| 2006. szeptember 14. | The Arrows／Tokyo60Watts／The Beachs／Polysics／riddim saunter |
| 2006. szeptember 15. | e-sound speaker／Kinmoku／Bienconello／Freenote／Pomeranians |
| 2006. szeptember 16. | Uemura Kana／Kumagai Hiszatake／Keitaku／Baba Tosihide／Hira Erika |
| 2006. szeptember 17. | Angela Aki／Ganga Zumba／Captain Straydum／Quruli／Grapevine／Going Under Ground／Hamazaki Takasi／Morijama Naotaró／Yo-King                                          |
| 2007. szeptember 8.  | Swimmys／Taijó-zoku／Curu／midnightPumpkin／Yum!Yum!Orange |
| 2007. szeptember 9.  | Under the Counter／Snorkel／Thmlues／No Regret Life／Megane Vision |
| 2007. szeptember 10. | Eddy／Kumagai Hiszatake／the strange drama／Bienconello／Freenote |
| 2007. szeptember 11. | The 50kaitenz／Szokabe Keiicsi Band／Teruru…／Tomovsky／Macaroni Complex                                                                                              |
| 2007. szeptember 12. | ala／Dirty Old Men／The Beachs／hare-brained unity／Rock ’A’ Trench                                                                                                   |
| 2007. szeptember 13. | e-sound speaker／Kai Nacu／Kinmoku／Zanzó Cafe／Huurinkaran |
| 2007. szeptember 14. | Anatakikou／otonamode／Szekaiicsi／Cubaki／Lamb Lamp |
| 2007. szeptember 15. | Kudó Sintaró／Szató Hiroko／Tanigucsi Szóicsi／Haigó Meiko／Hirakavacsi 1-csóme                                                                                       |
| 2007. szeptember 16. | Asian Kung-Fu Generation／Ganba Zumba／Captain Straydum／Going Under Ground／Go!Go!7188／Szaitó Kazujosi／Hadzsime Csitosze／Funky Monkey Babys／Fúmidó               |
| 2008. szeptember 6.  | The Captains／Kodama Central Station／Huurinkaran／Vakaba／!wagero!                                                                                                   |
| 2008. szeptember 7.  | e-sound speaker／ghostnote／Sakura Merry-Men／Dirty Old Men／Cubaki                                                                                                   |
| 2008. szeptember 8.  | Szekizui／The Neutral／Bienconello／Hinata／Lamb Lamp |
| 2008. szeptember 9.  | Kelun／Zanzó Cafe／Scoobie Do／The Neatbeats／No Regret Life |
| 2008. szeptember 10. | Color Bottle／Thmlues／Szekaiicsi／Megane Vision／Lost in Time |
| 2008. szeptember 11. | Anatakikou／Apogee／Unchain／Curu／riddim saunter |
| 2008. szeptember 12. | otonamode／Swimmys／Csó hikó sónen／Unison Square Garden／Laugh Line                                                                                                  |
| 2008. szeptember 13. | Imai Jú／Kamijama Misza／Kumagai Hiszatake／Takahiro／Csivata Hidenori                                                                                                |
| 2008. szeptember 14. | Atari Kószuke／Ikimono-gakari／Onszoku Line／Going Under Ground／Szaitó Kazujosi／Sambomaster／Seamo／Funky Monkey Babys／Magokoro Brothers／Pe’zmoku (előzenekar)    |
| 2009. szeptember 4.  | The Captains／Cure Rubbish／Doctor Baby／Hinata |
| 2009. szeptember 5.  | Undergraph／Thmlues／Szekizui／Lamb Lamp |
| 2009. szeptember 6.  | otonamode／Takenaka Eri／D.W. Nichols／Dódzsima Kóhei |
| 2009. szeptember 7.  | Sakura Merry-Men／The Neatral／Peaky Salt／Jamagucsi Takahiro |
| 2009. szeptember 8.  | e-sound speaker／Cubaki／Does／Noanowa |
| 2009. szeptember 9.  | the chef cooks me／serial TV drama／Dirty Old Men／Takeucsi Denki |
| 2009. szeptember 10. | Swimmys／Tsubakiya Quartette／monobright／Love Love Love |
| 2009. szeptember 11. | Captain Straydum／Szekaiicsi／People in the Box／Unison Square Garden                                                                                                 |
| 2009. szeptember 12. | Aqua Timez／The Cro-Magnons／Going Under Ground／Go!Go!7188／10-Feet／The Boom／Funky Monkey Babys／Bonnie Pink／Rock ’A’ Trench／Color Bottle (előzenekar)           |
| 2010. szeptember 3.  | Ócsi Maszahiro／Color Bottle／Cure Rubbish／Sakura Merry-Men |
| 2010. szeptember 4.  | JiLL-Decoy Association／Takenaka Eri／Jamagucsi Takahiro／Vakaba |
| 2010. szeptember 5.  | Over the Dogs／Takeucsi Denki／Pilocarpine／Hekireki |
| 2010. szeptember 6.  | Oceanlane／Dirty Old Men／Cubaki／Lyu:Lyu |
| 2010. szeptember 7.  | American Short Hair／e-sound speaker／Ura Niino／Kondó Nacuko／Leaflet Design                                                                                         |
| 2010. szeptember 8.  | a flood of circle／Szekaiicsi／Fozztone／Love Love Love |
| 2010. szeptember 9.  | Undergraph／Kumagai Hiszatake／Hinata／Lamb Lamp／Loop Child |
| 2010. szeptember 10. | S.R.S／Noanowa／Hotarubijori／Meringue |
| 2010. szeptember 11. | Aruyo／Black Borders |
| 2010. szeptember 12. | andymori／The Cro-Magnons／Going Under Ground／Special Others／Flower Companyz／The Boom／The Bawdies／Unicorn／Sonar Pocket (előzenekar)／Dirty Old Men (előzenekar) |
| 2011. augusztus 19.  | Color Bottle／Kúcsú Loop／Thmlues／Takeucsi Denki |
| 2011. augusztus 20.  | Aigaru Youth／Cure Rubbish／Love Love Love／Loop Child |
| 2011. augusztus 21.  | Ajisai／Sinkú Hollow／Pilocarpine／a little risky |
| 2011. augusztus 26.  | Saito Johnny／JiLL-Decoy Association／Szebu Hiroko／Jómótó Hana |
| 2011. augusztus 27.  | Nagatomo Szeija／Bienconello／Janavaraba／Jamagucsi Takahiro／Jokota Júdzsi                                                                                           |
| 2011. augusztus 28.  | Isinoda Nacujo／Takenaka Eri／Dew |
| 2011. szeptember 2.  | Kaminarigumo／Szekaiicsi／Triplane／Lyu:Lyu |
| 2011. szeptember 3.  | Oz／Dirty Old Men／Hoover’s Ooover／Apple Szaitó to Jukaina Hercules-tacsi                                                                                            |
| 2011. szeptember 4.  | Onszoku Line／Chillywoowaka／Lego Big Morl |
| 2011. szeptember 11. | HY／Szaitó Kazujosi／Champagne／Straightener／Special Others／Sonar Pocket／Flower Companyz／The Bawdies／Mongol800／Ócsi Maszahiro (előzenekar)                      |
| 2012. augusztus 19.  | Takahasi Jú／Flying Kids／moumoon |
| 2012. augusztus 24.  | Kotringo／Szebu Hiroko／Nissoku Nacuko／Jómótó Hana |
| 2012. augusztus 25.  | Undergraph／Cure Rubbish／Dew／Jamagucsi Takahiro／Jokota Júdzsi |
| 2012. augusztus 26.  | Takahasi Csika／Takenaka Eri／Haigó Meiko |
| 2012. augusztus 30.  | Keytalk／Takeucsi Denki／Hidejosi／Flip |
| 2012. augusztus 31.  | Apple Szaitó to Jukaina Hercules-tacsi／Aigaru Youth／Kúszó iinkai／Droog／banbi                                                                                      |
| 2012. szeptember 1.  | Ajisai／Dirty Old Men／Pilocarpine／Lyu:Lyu |
| 2012. szeptember 9.  | Asian Kung-Fu Generation／Kimura Kaela／The Cro-Magnons／Going Under Ground／Champagne／Tokyo Ska Paradise Orchestra／Bigmama／The Bawdies／Saito Johnny (előzenekar) |
| 2013. július 12.     | Kinoko teikoku／Going Under Ground／Bigmama／Dirty Old Men |
| 2013. augusztus 24.  | suzumoku／Nikiie／Micu |
| 2013. augusztus 25.  | Ide Ajaka／Szumioka Rina／Takenaka Eri |
| 2013. augusztus 28.  | indigo la End／Sinkú Hollow／Fozztone／polly／Lyu:Lyu |
| 2013. augusztus 29.  | Over the Dogs／Good Morning America／Sakanamon／Shit Happening |
| 2013. augusztus 30.  | Keytalk／the chef cooks me／Czecho No Republic／Phono Tones／Fukurouzu                                                                                                |
| 2013. augusztus 31.  | Aigaru Youth／Color Bottle／The inazuma szentai／Panpan no tó／wacci                                                                                                  |
| 2013. szeptember 1.  | Kobajasi Taró／Dirty Old Men／Dr. Downer／Drop’s／Byee the Round |
| 2013. szeptember 8.  | Andó Júko／Champagne／Scandal／Chara／Tokyo Ska Paradise Orchestra／Dragon Ash／Hata Motohiro／Bigmama／Base Ball Bear／Unison Square Garden                          |
| 2014. augusztus 10.  | Aobózu／Good Morning America／cinema staff／polly (előzenekar) |
| 2014. augusztus 23.  | Óta Emiri／Naszu Aszako／Nikiie |
| 2014. augusztus 24.  | Tainaka Szacsi／Takenaka Eri／Mitamura Csiharu |
| 2014. augusztus 25.  | The Cheserasera／Suck a Stew Dry／Dirty Old Men／Lego Big Morl |
| 2014. augusztus 26.  | Scenario Art／Tamtam／Czecho No Republic／bonobos |
| 2014. augusztus 27.  | asobius／go!go!vanillas／Tesla va nakanai.／Hello Sleepwalkers |
| 2014. augusztus 28.  | The Cold Tommy／Sinkú Hollow／Dramatic Alaska／Lamp in Terren |
| 2014. augusztus 29.  | Over the Dogs／Shit Happening／Super Beaver／phatmans after school |
| 2014. augusztus 31.  | Qooland／said／04 Limited Sazabys／Brian the Sun／polly／Vatanabe Maju                                                                                                |
| 2014. szeptember 7.  | Alexandros／Special Others／the telephones／10-Feet／Passepied／Hey-Smith／The Bawdies／Unison Square Garden／RIP Slyme／Ieiri Leo (előzenekar)                       |
| 2015. augusztus 22.  | Ucsú Mao／Olde Worlde／Koreszava／Szektori Hana／Naszu Aszako／Nikiie／Harada Sindzsi／Jokota Júdzsi／yuuji                                                           |
| 2015. augusztus 24.  | ircle／Ivy to Fraudulent Game／Ame no Parade／Over the Dogs |
| 2015. augusztus 25.  | Scenario Art／DATS／Tesla va nakanai.／Hitorie |
| 2015. augusztus 26.  | Kidori Kidori／Shit Happening／Hello Sleepwalkers／Rhythmic Toy World                                                                                                 |
| 2015. augusztus 27.  | Akairo no Glitter／Bentham／Lamp in Terren／Lego Big Morl |
| 2015. augusztus 28.  | Suck a Stew Dry／Szoko ni naru／polly／Lyu:Lyu |
| 2015. augusztus 29.  | Arakava Centaur／Uszocuki／Qooland／Kuroki Nagisza／Cubaki |
| 2015. augusztus 30.  | asobius／the quiet room／Halo at jodzsóhan／Helsinki Lambda Club／Lili Limit                                                                                          |
| 2016. augusztus 20.  | Oki Csizuru／Szekitori Hana／Tovatari Jóta／Naszu Aszako／Marumoto Riko／yuuji／Jokota Júdzsi                                                                         |
| 2016. augusztus 22.  | asobius／Calendars／Friends／Pelican Fanclub |
| 2016. augusztus 23.  | a crowd of rebellion／Civilian／said／Szoko ni naru |
| 2016. augusztus 24.  | ircle／The Cheserasera／Suck a Stew Dry／Lamp in Terren |
| 2016. augusztus 25.  | Akairo no Glitter／the quiet room／Joze／Burnout Syndromes |
| 2016. augusztus 26.  | Cocoro Auction／Someday’s Gone／Tesla va nakanai.／Bentham |
| 2016. augusztus 27.  | Airflip／Over the Dogs／Shit Happening／Halo at jodzsóhan／Kaneko Sunpei                                                                                              |
| 2016. augusztus 28.  | Age Factory／odol／Half Time Old／polly／mol-74 |